# Mihimania〜コレクション アルバム〜
『mihimania〜コレクション アルバム〜』（ミヒマニア　コレクション アルバム）は、mihimaru GTの、1作目のコレクション・アルバム。2006年11月15日リリース。限定10万枚。発売元は、ユニバーサルミュージック。

## 解説
- 前作『mihimagic』からわずか2ヶ月でのリリース。
- これまでシングルのカップリングとして収録された楽曲のうち、アルバム未収録となる5曲と新曲1曲を加えた内容となっている（メンバー曰く、「マニア向け」）。新曲以外の5曲のうち4曲は「-TAKE 06-」として新たにアレンジし、レコーディングをし直した自信作。
- 「セブ島撮影による24Pオールカラーブックレット」と、「メンバー自身による楽曲解説コメント」が付いている。
- 当初は6月28日発売予定だったが、メンバーの意向で作り直すこととなり、発売が延期された。なお、10万枚限定発売に対し、売上は5万枚とやや少なめである。

## 収録曲
1. The 7 Wonders
  - 作詞：mitsuyuki miyake / 作曲：mitsuyuki miyake

9thシングル「気分上々↑↑」のカップリング曲。「9.11」がテーマで、インディーズアナログ盤にも収録されている。
2. Air Grow -TAKE 06-
  - 作詞：mitsuyuki miyake / 作曲：mitsuyuki miyake

2ndシングル「帰ろう歌」のカップリング曲で、原曲よりキーが半音低い。タイトルはユニット名の候補のひとつだったという。
3. プライスレス -TAKE 06-
  - 作詞：hiroko and mitsuyuki miyake / 作曲：mitsuyuki miyake

5thシングル「ユルメのレイデ」のカップリング曲で、中東の雰囲気を強めている。
PlayStation 2ソフト「学校をつくろう!! HappyDays」校歌。
4. Disconsolate
  - 作詞：hiroko, mitsuyuki miyake / 作曲：mitsuyuki miyake

結成当初からあったという、切なさを歌った新曲。アルバム『mihimania collection』にも収録されている。
5. travel -TAKE 06-
  - 作詞：hiroko and mitsuyuki miyake / 作曲：mitsuyuki miyake

3rdシングル「願 〜negai〜」のカップリング曲で、原曲よりキーが半音高い。
6. So Merry Christmas -TAKE 06-
  - 作詞：hiroko and mitsuyuki miyake / 作曲：mitsuyuki miyake

4thシングル「H.P.S.J. -mihimaru Ball MIX-／So Merry Christmas」の2曲目で、原曲よりキーは半音低いが転調して同じになる。カメリアダイアモンドCMソング。
この曲のPVは、法政大学の学生との共同制作。なおPVは2007年2月28日に再発売されるアルバム『mihimarhythm』『mihimalife』『mihimagic』のDVDに収録される。